# Takashi Kijima
Takashi Kijima (杵島 隆, Kijima Takashi) (24 décembre 1920-20 février 2011) est un photographe japonais, surtout connu pour ses photos de nus et de fleurs.

## Biographie
Takashi Kijima naît à Calexico, en Californie, le 24 décembre 1920, fils d'un M. Watanabe, fabricant de chaussures immigré en 1905, et son épouse Sei. Le nom de l'enfant en tant que citoyen américain est Ryu Watanabe. En 1924, l'Immigration Act et le sentiment anti-japonais contraignent la famille à retourner au Japon, où elle se sépare : le frère aîné suit son père à Osaka tandis que Takashi vit avec la famille de sa mère à Ōshinotsu (à présent quartier de Yonago), préfecture de Tottori. En 1935, son père lui offre un appareil photo Zeiss Semi Ikonta, ce qui éveille l'intérêt de l'adolescent pour la photographie. Bien qu'il conserve la nationalité américaine à l'époque du sentiment antiaméricain, il se spécialise dans le cinéma à l'université Nihon, dont il est diplômé en 1943. Tandis que son frère aîné enseigne le japonais à l'US Navy et que son père est incarcéré dans un camp de relocalisation en Californie (où il tombe malade et meurt), Kijima rejoint le corps de l'aéronavale dans une unité kamikaze.
À la fin de la guerre, portant le Rolleicord d'un de ses camarades de guerre, Kijima retourne à Yonago et étudie la photographie auprès de Shōji Ueda. Kijima devient un partisan des vues réalistes de Ken Domon, tel qu'il les exprime dans le magazine Camera. Un portrait d'une vieille femme lui vaut les louanges de Domon lors de sa présentation à un concours organisé par Camera.
Kijima s'installe à Tokyo en 1953, et travaille pour la société Light Publicity. Il remporte des prix pour son travail de publicité avant et après être devenu indépendant en 1956. Ses publicités de 1960 pour Yawata Iron & Steel dans Life remportent un prix de publicité de la part de Life. Il a été appelé « le créateur le plus intense du monde de la photographie commerciale au Japon » pendant les années 1950 et 1960.
Depuis 1945, Kijima suit aussi son propre intérêt non commercial en photographiant des nus en plein air en noir et blanc. Sa photographie de femmes nues directement en face de la porte Sakurada du palais impérial au centre de Tokyo très tôt un matin de 1958, provoque une grande panique morale. Son exposition de 1958, intitulée Ra (裸), de photographies de nus est la seconde organisée au Japon (la première étant celle de Kira Sugiyama); plus de trente mille personnes viennent la voir.
À un moment donné à la fin des années 1950, Kijima et Shōzō Kitadai font la photographie pour un ensemble sans titre, conçu par Kitadai, de quatre livres miniatures (mamebon) de photographies, distribué par Graphic Shūdan (グラフィック集団), Gurafikku Shūdan) ; l'utilisation efficace des juxtapositions et du format miniature l'élève au rang de célébrité parmi les albums photos japonais de l'époque.
Kijima se tourne progressivement vers la photographie des arts traditionnels japonais et de la nature, en particulier les fleurs, avec des livres entiers consacrés aux cerisiers et aux orchidées. Il se spécialise dans la photographie de kimono et jusque très tard dans sa vie photographe des mannequins pour le magazine Kimono Salon.
Ikui décrit les travaux de Kijima comme influencés à la fois par Domon et Ueda (qui est très différent), mais qui trouvent une troisième voie, commerciale dans son essence.
Kijima meurt le 20 février 2011.

## Albums
- Avec Shōzō Kitadai, Tokyo, Graphic Shūdan, fin des années 1950 (ensemble sans titre de quatre livres miniatures).
- Kyō no Kankoku: 38dosen no kochira-gawa (今日の韓国：38度線のこちら側?), 1970.
- Ran (蘭?), Tokyo, Kōdansha, 1975.
- The Orchid, Londres, Octopus, 1978.
- Yoshitsune Senbonzakura (義経千本桜?), Tokyo, NHK, 1981 (quatre volumes).
- Ran-Hyakkafu (?), Tokyo, Shōgakukan, 1987.
- Orchids: Wonders of Nature, Londres, Salamander, 1988.
- Shiki: Shinjuku Gyōen (四季：新宿御苑?), Tokyo, Kōdansha, 1991.
- Sakura no shiki (桜の四季?). Tokyo: Shōgakukan, 1991.
- Sotsugyō omedetou (卒業おめでとう?), Parco Greeting Books, Tokyo, Parco, 1994.
- Razō densetsu 1945-1960 (裸像伝説 1945～1960?) (Legend of the Nude, 1945-1960), Tokyo, Shoenshinsha, 1998.
- Kijima Takashi ten (杵島隆展?) (Takashi Kijima Yonago, Tottori), musée municipal d'Art de Yonago, 2001 (catalogue d'une exposition).